# Fango

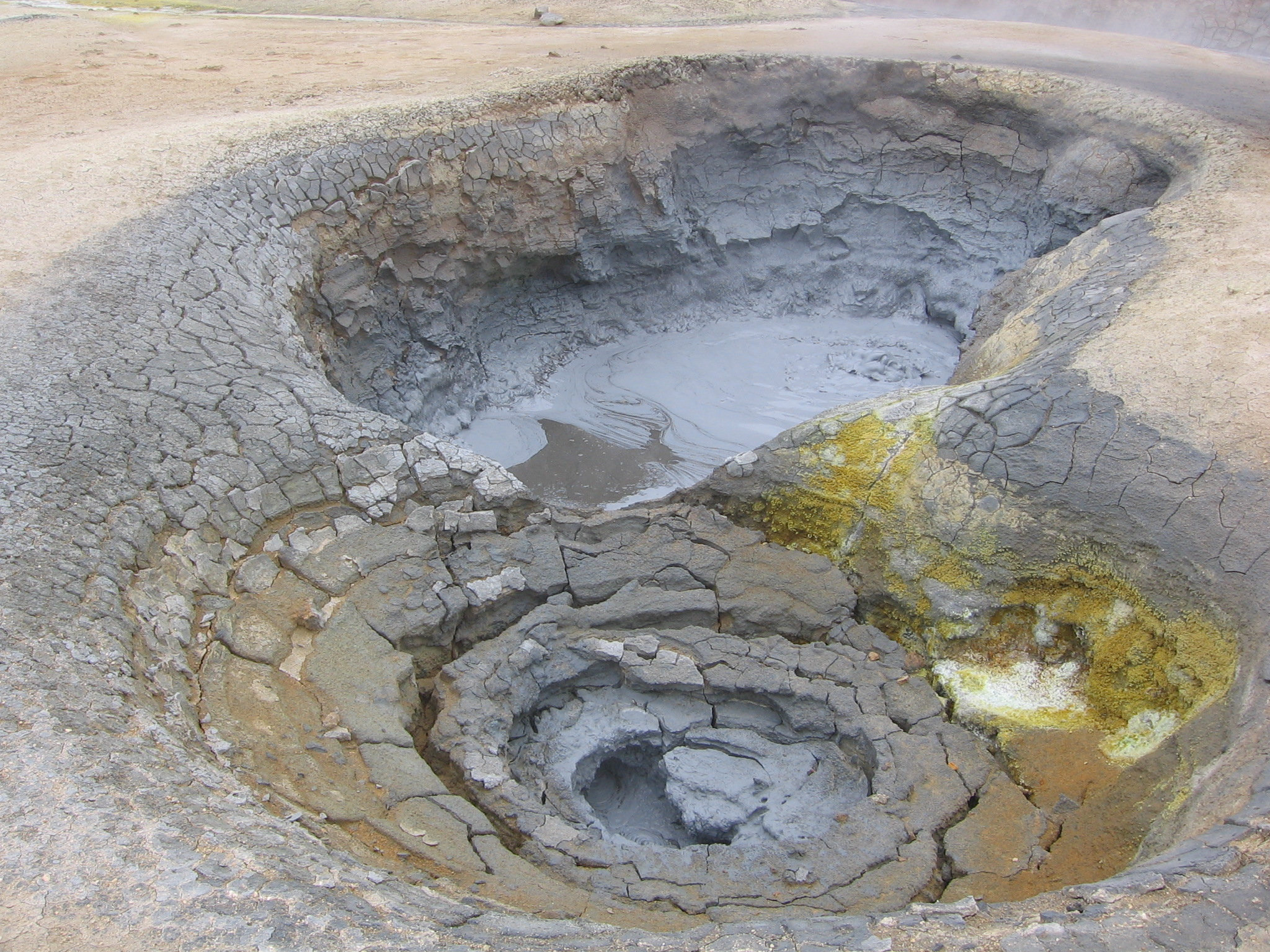
Vulkanische Thermalquelle mit Schlamm-Anreicherung auf Island

Fango (italienisch fango, Plural fanghi: Schlamm, Schlick) ist ein mit zahlreichen Mineralien angereicherter Mineralschlamm vulkanischen Ursprungs. Er wird in der Peloidtherapie verwendet. Obwohl sie ähnlich in Anwendung und Wirkungsweise sind, werden aufgrund unterschiedlicher Aufbereitung und Zusammensetzung grundsätzlich zwei Arten von Fango unterschieden: organischer und anorganischer Fango.

## Geschichte
Zahlreichen Kulturkreisen sind die medizinischen Eigenschaften der Peolidtherapie bereits seit Jahrhunderten bekannt. Im deutschsprachigen Raum verstand man darunter lange Zeit, weil lokal verfügbar, vorrangig das Moorbad aus dem heimischen Torfabbau.
Die erste, schriftlich dokumentierte Fango-Kuranstalt in Deutschland entstand 1897 in Berlin, als Berliner Fango-Kuranstalt, unter der Leitung von Dr. Hugo Davidsohn.
Auch in Wien gab es ab 1898 eine Fango-Heilanstalt, das sogenannte Bründlbad. Hier kam vulkanischer, graubrauner Fango aus dem italienischen Badeort Battaglia (Venetien) zum Einsatz, der mit Thermalwasser erwärmt wurde. Für die Anwendung strich man den Fango in dicker Lage auf Leinwand, die, für 30 bis 60 Minuten, auf die zu behandelnden Körperpartien aufgelegt wurden. Anwendungsbereiche waren Erkrankungen des Bewegungsapparats und des Nervensystems, aber auch der Verdauungs- und der Atmungsorgane sowie der Harnwege, Stoffwechsel- und Bluterkrankungen, Haut- und Geschlechtskrankheiten. Außerdem behandelte man chronische Vergiftungen mit Fangoanwendungen.

## Organischer bzw. gereifter Fango
Italien gilt als das Ursprungsland des Fangos. Historische Quellen belegen, dass schon römische Legionäre die Heilkräfte des vulkanischen Heilschlamms zu schätzen wussten. Der italienische Fango setzt sich aus drei Komponenten zusammen: Thermalwasser, Fangoschlamm (Lehm bzw. Ton) und aus Algen und Mikroorganismen, welche für den biologischen Reifeprozess (Maturation) verantwortlich sind. Dieser Reifeprozess dauert mindestens 60 Tage an.
Eine Sonderstellung nimmt die wohl bekannteste Fangoregion Italiens ein, die Euganeischen Hügel bzw. das Euganeische Becken mit seinen Kurorten Abano, Montegrotto, Galzignano Terme und Battaglia. Diese Region wird mit einem Thermalwasser versorgt, dessen Quellen in den Alpen entspringen und sich dann ihren Weg unterirdisch durch die verschiedenen Gesteinsschichten bis in die Ebene des Euganeischen Beckens suchen, um dort als Artesischer Brunnen an die Oberfläche zu gelangen. Das Wasser ist salz-, iod- und bromhaltig und hat eine Ausgangstemperatur von 80 bis 85 °C. Mit dieser wird es permanent über die mit dem Fangoschlamm gefüllten Reifebecken geleitet, was den Reifeprozess der Algen und Mikroorganismen begünstigt. Der Fangoschlamm wird direkt aus dem Euganeischen Becken gewonnen und besteht aus hellblauem Naturlehm (Aluminiumsilikat). Ist der entsprechende Reifegrad erreicht, wird der Fango portionsweise in Eimern durch geschultes Personal (italienisch: fanghini) entnommen und für die therapeutischen Zwecke eingesetzt.
Nach der Anwendung wird der Fango wiederverwertet; er wird in die Reifebecken zurückgeführt und der Reifeprozess beginnt von neuem. Diese Art der Fangoaufbereitung ist platz- und lohnintensiv: platzintensiv, weil durch den langen Reifeprozess mehrere Becken vorhanden sein müssen, die wiederum den wechselnden Zyklus der Fangoentnahme gewährleisten müssen; lohnintensiv, weil bei dieser Form der Aufbereitung ein Großteil der Arbeiten in Handarbeit durchgeführt wird. Im deutschsprachigen Raum geschieht die Fangoaufbereitung seit Jahrzehnten maschinell mit einer speziell dafür entwickelten Aufbereitungstechnik.
Die übrigen italienischen Kurorte wie z. B. Montecatini Terme in der Toskana und Castel San Pietro Terme in der Emilia-Romagna nutzen ihr eigenes, ortsgebundenes Thermal- bzw. Mineralwasser. Dieses erreicht nicht die hohe Temperatur des Thermalwassers aus dem Euganeischen Becken. Der Fangoschlamm wird aus einem Gesteinsmehl hergestellt, das von auswärts eingeführt wird.

## Anorganischer Fango
Im restlichen Europa, explizit im deutschsprachigen Raum, wird bei der Aufbereitung des Fangos auf den Reifeprozess verzichtet. Hier sind die Zusammensetzung der Mineralien und die thermophysikalischen Eigenschaften maßgeblich für die Wirkungsweise des Fangos. Ausgangsprodukt des Fangos ist ein Gestein vulkanischen Ursprungs. Diese Definition bzw. Assoziation von Fango mit „vulkanogen“ wurde erstmals 1916 von dem Geologen und Begründer der Balneologie, Konrad Keilhack (1858–1944), verwendet und hat seitdem ihren festen Bestand im deutschen Sprachgebrauch. In seiner Untersuchung zum Thema „Fachprosaforschung – Grenzüberschreitungen“ präzisiert Gerd Lüttig den Begriff Fango wie folgt:

„Der Autor unterstützt die Bestrebung, der Name Fango solle für (Para-) Peloidmaterial gebraucht werden, welches vulkanogenen Ursprungs ist, macht aber gleichzeitig darauf aufmerksam, dass in der klassischen „Fango“-Region keine fanghi, sondern Mudden (und zwar Diatomeengyttjen) appliziert werden. Damit bleiben nur zwei Typregionen für die Verwendung des Namens Fango übrig, nämlich die Eifel und der Kaiserstuhl (Eifel-Fango und Freiburger Fango). In der Praxis entsteht durch die Richtigstellung keinerlei Verwirrung, zumal da die italienischen Balneotherapeuten ihr Material schon seit längerer Zeit ‚Thermalschlamm‘ und nicht Fango nennen.“

Abgebaut wird das Vulkangestein in Deutschland u. a. in Bötzingen am Kaiserstuhl (Phonolith), etwa 15 km westlich von Freiburg i. Br., und in Mendig im Bereich des Laacher Sees. In Österreich wird der „Gossendorfer Fango“ in der Region Steirisches Vulkanland gewonnen.
Das Ausgangsmaterial wird gebrochen, erhitzt und dann feinst aufgemahlen. Hierbei handelt es sich um ein anorganisches Naturprodukt, welches an seinem jeweiligen Bestimmungsort mit ortsgebundenem Brauch-, Mineral- oder Thermalwasser aufgemischt wird. Mancherorts wird es noch angereichert, z. B. mit Radon, Sole oder Schwefel (Schwefelberg-Bad).
Jede Schlammpackung wird nur einmal verwendet, und der verbrauchte Fango wird anschließend umweltgerecht entsorgt. Aufgrund der in ihm enthaltenen Mineralstoffe ist er geeignet für eine ökologische Rückführung in den Gartenbau, in die Landwirtschaft sowie zur Kompostierung.

## Anwendung

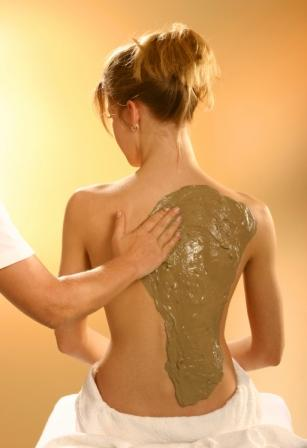
Fangotherapie erfolgt entweder durch direkten Auftrag auf die Haut, oder das Auflegen einer vorbereiteten „Fangopackung“

Nach einer vorausgegangenen Heilbehandlung mit Fango erfolgt oftmals eine Massage, Manuelle Therapie oder Krankengymnastik. Durch die Wärmebehandlung lassen sich die behandelten Körperregionen besser auflockern, was sich günstig auf physiotherapeutische Maßnahmen auswirkt.
Vor der Anwendung wird das Gesteinspulver mit Wasser zu einem homogenen Brei aufgemischt. Die so aufbereitete Schlammpackung wird auf eine Temperatur von 45 bis 52 °C erhitzt und bei direktem Auftrag in einer Schichtdicke von mindestens 3 cm auf die erkrankten Bereiche des Körpers aufgetragen.
Anschließend wird der Körper zwecks optimaler Wärmespeicherung in Folie, Leinentücher oder Wolldecken eingehüllt. Die Anwendungsdauer solch einer Behandlung liegt zwischen 20 und 40 Minuten, sodass die abgegebene Wärme des Fangos auch in tiefer liegendes Gewebe eindringen kann und dieses lang anhaltend und wirkungsvoll erwärmt.
Nach der Abnahme der Packung bzw. der Beendigung der Behandlung sollte der Patient auf jeden Fall eine Nachruhe von mindestens 20 Minuten einhalten.

### Medizinische Anwendungsbereiche
Fango wird unter anderem bei Bindegewebs- und Muskelrheumatismus, chronisch rheumatischen Gelenkerkrankungen, Fibromyalgie, Hexenschuss, Ischialgie, Rücken-, Schulter- und Nackenschmerzen, Spasmen glattmuskulärer Organe, traumatischen Kontusionen und Distorsionen, Sehnenscheidenentzündung, Menstruationsbeschwerden, Muskelverhärtung, Muskelkater, Neurodermitis, Schuppenflechten und Ekzemen angewendet.

### Wirkung
Durch die tief eindringende Wärme fördern Fangopackungen die Durchblutung von Haut, Bindegewebe und Muskulatur, so dass sich die Muskulatur entspannt, das Bindegewebe sich lockert und Schmerzen gelindert werden.
Eine sogenannte „Stärkung des Immunsystems“ ist nicht plausibel und wäre auch nicht immer wünschenswert (z. B. bei Autoimmunerkrankungen). Eine erhöhte Ausschüttung von Endorphinen oder ACTH ist nicht nachgewiesen, letztere wäre auch nicht immer wünschenswert.

## Wärmepackung mit Fangozusatz
Aus Kostengründen ist man zum Teil dazu übergegangen, Paraffinfangopackungen (Parafango) zu verwenden. Ausgangsstoff hierzu ist ein Paraffinwachs, welches mit einem natürlichen Peloid, z. B. Fango oder Moor, versetzt wurde. Diese Packungen sind kostengünstiger, da sie mehrfach verwendbar sind und man ggf. auf die anschließende Dusche verzichten kann. Sie haben jedoch in Bezug auf Modellierfähigkeit und thermophysikalische Eigenschaften Defizite gegenüber dem Naturfango.